# Pakistán en los Juegos Olímpicos de París 2024
Pakistán estuvo representada en los Juegos Olímpicos de París 2024 por siete deportistas, cuatro hombres y tres mujeres, que compitieron en tres deportes.
Los portadores de la bandera en la ceremonia de apertura fueron el atleta Arshad Nadeem y la nadadora Jehanara Nabi.

## Medallistas
El equipo olímpico pakistaní obtuvo las siguientes medallas:
| Nombre        | Deporte   | Competición |
| ------------- | --------- | ----------- |
| Oro           |           |             |
| Arshad Nadeem | Atletismo | Jabalina M  |
| Plata         |           |             |
| —             |           |             |
| Bronce        |           |             |
| —             |           |             |